# Den slesvigske stænderforsamling
Den slesvigske eller sønderjyske stænderforsamling var en af de rådgivende provinsialstænderforsamlinger i den danske monarki, som blev oprettet ved en kongelig anordning af 28. maj 1831. Ved siden af den slesvigske/sønderjyske blev der også oprettet rådgivende stænderforsamlinger for Nørrejylland, øerne og Holsten.
Den rådgivende stænderforsamling for Hertugdømmet Slesvig mødtes hvert andet år i tidsrummet mellem 1836 og 1846. Mødestedet var rådhuset i Slesvig by. Forsamlingen var kun rådgivende, stænderne kunne altså kun foreslå love, som den enevældige konge og hertug (som lensherr og vasal) så kunne vælge at imødekomme eller afslå. Med revolutionen i 1848 og grundlovens indførelse i 1849 blev stænderforsamlingerne for det første afskaffet, men blev genfindført efter Treårskrigen i hertugdømmerne (modsat det egentlige kongerige fortsatte det absolutistiske styre i hertugdømmerne). Dog blev mødestedet flyttet til det nyopførte Stænderhus på Holmen i Flensborg.
Til den slesvigske stænderforsamling blev der valgt tolv repræsentanter for byerne og købstæderne, fem repræsentanter for godsejerne, 17 for de mindre ejendomsbesiddere og to for ø-distrikter Femer og Ærø. Dertil kom hertugen af Augustenborg samt de af kongen udpegede fire repræsentanter for ridderskabet, to repræsentanter for kirken og en repræsentant for Kiel Universitet (selvom universitet ligger geografisk i Holsten). Stænderforsamling bestod af i alt 44 deputerede.
I byerne havde borgere med et hus med en brandforsikringsværdi på mindst 1600 rigsbankdaler stemmeret, mens valgbarhed krævede den dobbelte ejendomsværdi. Bønderne havde valgret, når de ejede jord til en skatteværdi på mindst 3200 rigsbankdaler. Til valgbarheden (passiv valgret) krævedes der dobbelt så meget jord. Der forelå altså en privilegeret valgret på grundlag af census (formue, der kræves som betingelse for valgret eller valgbarhed). Kvinderne have heller ingen valgret. Valgretsalderen var 25 (for den aktive valgret) og 30 år (for den passive valgret). I alt repræsenterede de rådgivende stænderforsamlinger kun 2,8% af befolkningen.
Den slesvigske stænderforsamling prægedes i 1840'erne mere og mere af de nationale modsætninger mellem danske og tyske nationalliberale (slesvig-holstenerne), sidstnævnte havde flertallet blandt repræsentanterne. Stænderforsamlingens sprog var tysk -selvom halvdelen af befolkningen især i det nordlige Slesvig havde dansk som modersmål. Den dansksindede deputerede Peter Hiort Lorenzen protesterede mod denne sproglige diskrimination ved at tale dansk fra den 11. november 1842 . Året efter udeblev han helt fra stænderforsamlingens møder i protest mod kongens bestemmelse om, at kun de, der ikke kunne tale tysk, måtte bruge det danske sprog i stænderne.